# Archie Watkins
Archie Watkins (ur. 15 września 1989) – fidżyjski piłkarz występujący na pozycji obrońcy. W 2012 roku wziął udział w Pucharze Narodów Oceanii.